# Lafayette G. Pool
Pour les articles homonymes, voir Pool.
Lafayette Green « War Daddy » Pool, né le 23 juillet 1919 à Sinton et mort le 30 mai 1991 dans le comté de Bell, est un tankiste et commandant de peloton américain.

## Biographie
Lors de la Seconde Guerre mondiale, il est devenu l'un des as de char américain, crédité de plus de 1 000 tués, 250 prisonniers de guerre allemands capturés, 12 chars détruits confirmés et 258 véhicules blindés et canons automoteurs détruits. Cela est d'autant plus remarquable qu'il n'a combattu que 81 jours du 27 juin au 15 septembre 1944 avec trois chars M4 Sherman différents, un M4A1 et deux M4A1(76)Ws.
Il a aussi participé à la guerre de Corée.
Il a été décoré de la Silver Star, la Distinguished Service Cross, la Legion of Merit, la Légion d'honneur et de la Purple Heart (blessé à la jambe, il est amputé).
Il est enterré au cimetière national de Fort Sam Houston.

## Postérité
Le jeu vidéo World of Tanks a une médaille nommée en son honneur.
Une référence à Lafayette G. Pool est faite dans le film Fury (2014), l'un des personnages portant le surnom « War Daddy » de Pool.